# Mælkechokolade
Mælkechokolade er en type chokolade, der indeholder kakao, sukker og mælk.
Chokolade blev oprindeligt solgt og indtaget som en drikkevare i præcolumbiansk tid, og da det blev ført til Europa. Selvom smag og tekstur har været nøglen til mælkechokolades succes, så er chokolade også blevet markedsført for at være helsefremmende.
Den første brug af "mælkechokolade" blev brugt i 1687 om en drik, der blev transporteret fra Jamaica til London, men det var først i 1875 at chokoladebar af mælkechokolade blev opfundet af schweizeren Daniel Peter, hvor han kombinerede kondenseret mælk og kakao. Schweiz udviklede sig hurtigt til at blive centrum for verdens mælkechokoladeproduktion, særligt efter Rodolphe Lindt udviklingede en chonce-maskine, og en stadig større del blev eksporteret til det internationale marked. Mælkechokolade blev almindeligt i begyndelsen af 1900-tallet med lanceringen af Cadbury Dairy Milk og Hershey bar, mens Belgien oplevede en blomstrende chokoladeindustri med 19 producenter i Bruxelles alene i 1920'erne. Samtidig blev chokolade kombineret med andre ingredienser som nougat, og nye produkter blev lanceret, inklusive Toblerone i 1908, Goo Goo Cluster i 1912 og Kit Kat i 1935.
Store producenter af mælkechokolade tæller Ferrero, Hershey, Mondelez, Mars og Nestlé. Disse firmaer producerer tilsammen halvdelen af alt chokolade, der sælges på verdensplan. Selvom 4/5 af alt mælkechokolade bliver solgt i USA og Europa bliver en stadig større andel bliver aftaget i Kina og Latinamerika.
I 2018 blev der solgt for $63.2 mio. på verdensplan.